# منطقة ليما
منطقة ليما (بالإنجليزية: Lima Region)‏  هي إحدى مناطق بيرو، تتبع بيرو، عاصمتها ليما.

## الموقع
يشترك في الحدود مع:
- إقليم أنكاش
- إقليم هوانكافليكا
- إقليم إيكا
- إقليم جونين
- إقليم هانوكو
- إقليم باسكو
- إقليم كاياو.

## التقسيمات الإدارية
- Barranca province [الإنجليزية]‏
- Cajatambo province [الإنجليزية]‏
- Cañete province [الإنجليزية]‏
- Canta province [الإنجليزية]‏
- Huaral province [الإنجليزية]‏
- Huarochirí province [الإنجليزية]‏
- Huaura province [الإنجليزية]‏
- Oyón province [الإنجليزية]‏
- Yauyos province [الإنجليزية]‏.